# Johannes Pell
Johannes Pell (* 1982 in Linz) ist ein österreichischer Dirigent. Von 2020 bis 2024 war er Chefdirigent der Staatsoperette Dresden.

## Leben
Pell verbrachte seine Kindheit und Jugend in Linz und Umgebung. Erste musikalische Erfahrung sammelte Johannes Pell als Mitglied der St. Florianer Sängerknaben und am Bruckner-Konservatorium in Linz im Fach Klavier. Anschließend studierte Pell Klavier bei Stefan Vladar an der Universität für Musik und Darstellende Kunst Wien sowie Chordirigieren bei Karl Kamper am Mozarteum Salzburg. Diese Ausbildung wurde schließlich durch ein Studium des Dirigierens bei Georg Martin am Konservatorium der Stadt Wien ergänzt. Nach Abschluss seiner musikalischen Ausbildung arbeitete Pell ab 2009 am Theater Erfurt. Dort feierte er schnell Erfolge und wurde 2011 durch die Zeitschrift Opernwelt zum „Nachwuchskünstler des Jahres“ gekürt. Am Theater Erfurt wurde Pell zudem mit der deutschen Erstaufführung des Werkes „Die Schatzinsel“ von Frank Schwemmer betraut. Weitere Engagements führten Pell außerdem an das Theater Bern, das Mainfrankentheater und zu den Schlossfestspielen Schwerin. 2013 wurde Pell an der Oper Bonn verpflichtet, bevor er 2014 an die Volksoper Wien berufen wurde. Außerdem gastierte Pell am Bruckner Orchester Linz und am Leipziger Gewandhausorchester, an der Oper Leipzig und an den Wuppertaler Bühnen. An letzteren wurde er von 2016 bis 2020 als erster Kapellmeister angestellt. 2020 wurde er zum Chefdirigenten der Staatsoperette Dresden ernannt.